# Vidiago
Vidiago es un pueblo y una parroquia del oriente de Asturias, perteneciente al concejo de Llanes. Con una superficie de 17,92 km², tiene aproximadamente unos 100 habitantes.
Está situado a unos 10 km de la capital del concejo, a 115 km a Oviedo y 84 km a Santander, y dentro de la parroquia se encuentran a su vez los pueblos de Riegu, Puertas y Vidiago, y los caseríos de Porciles, Los Cobezos, La Rebollada y Perestrella. Linda al norte con el mar, al este con Pendueles, La Borbolla y Pie de la Sierra, al oeste con Andrín y Purón y al sur con Alles.

## Geografía
- Altitud: 51 metros.
- Latitud: 43º 24' N
- Longitud: 004º 40' O

## Playas
Situado en la costa a nivel del mar se encuentra en él la conocida como playa de Vidiago o de los Bretones, dividido en dos por una pequeña prominencia, a modo de apéndice con unos acantilados, sobre los cuales se ha acondicionado un camping.

## Fiestas
En Vidiago se celebran el 24 de enero las fiestas de "la Paz" dedicadas a la virgen y patrona del pueblo y el 22 de agosto la Sacramental y el día anterior la plantación de la hoguera con una posterior verbena 
El día de la Sacramental, los mozos y mozas del pueblo se visten con los trajes regionales de la zona de Llanes al igual que en muchos otros pueblos de la comarca (los mozos llamados porruanos y las mozas llaniscas o asturianas): a las 12 de la mañana, salen los ramos de la casa donde se visten con pañuelos de una antigüedad superior a los 200 años y roscos de pan, que los llevan a hombros los porruanos, los rapaces grandes y adultos llevan el ramo más grande y los guajes pequeños portan con el ramo pequeño. 
Los ramos salen hacia la iglesia acompañados de gaiteros y de las asturianas o llaniscas tocando la pandereta, tanto pequeñas como adultas. Una vez que llega a la iglesia, comienza la misa (donde canta el coro compuesto por las personas del pueblo y veraneantes que llegan todos los años para estas fechas) y durante la misa se realiza una procesión donde van los sacerdotes (que para la ocasión son además del de la parroquia otros 3 o 4)con el Corpus debajo del palio, seguidos de estandartes de santos, los gaiteros, los ramos y las asturianas. 
A continuación de la misa hay bailes regionales representados en la bolera por los críos del pueblo y los rapaces. Nada más acabar los bailes la gente se marcha ya a sus casas para comer en familia. Por la tarde, poco después de comer, los que bailan van a hacer una representación al Camping de La Paz que se encuentra a pie de la playa de Vidiago, en cuanto acaban vuelven para el pueblo para realizar el tercer y último baile del año. La verbena dura hasta altas horas de la madrugada. 
Al día siguiente se realiza la carrera popular con la entrega de premios en la bolera y los posteriores juegos acabando todo con una chocolatada. 